# Romano di Bulgaria
Romano di Bulgaria (in bulgaro Роман?; Preslav, 931 circa – Costantinopoli, 997) fu Zar di Bulgaria dal 977 fino al 991, pur rivendicando il titolo anche durante la prigionia a Costantinopoli che terminò con la sua morte, nel 997.

## Biografia
Romano nacque come secondo figlio dell'imperatore bulgaro Pietro I e della moglie Irene Lecapena, nipote dell'imperatore bizantino Romano I Lecapeno. Sebbene molte cronache riportino come data di nascita i primi anni trenta del X secolo, il Teofane Continuato riporta che sua madre nacque tra il 920 e il 925, andando in sposa a Pietro I nel 927, ed è quindi più verosimile che sia Romano che suo fratello maggiore Boris siano nati attorno al 940. È possibile che avesse il doppio nome "Romano-Simeone", ma ciò potrebbe essere dovuto ad alcuni scambi di persona con un altro uomo presente nelle fonti, fatte dai copisti medievali.
Non si sa quasi nulla della prima parte della vita di Romano, se non che probabilmente visitò Costantinopoli assieme alla madre e ad alcuni fratelli, tra cui Boris, poco dopo il 931, anno della morte del nonno materno, Cristoforo Lecapeno. Le prime notizie certe su Romano si hanno a partire dal 968, quando si unì al fratello maggiore, Boris, nel negoziare a Costantinopoli l'accordo di pace tra l'impero bizantino e quello bulgaro, fungendo, sembra, da ostaggi in garanzia alla corte bizantina. Nel 969, dopo l'abdicazione di Pietro I a seguito della pesante sconfitta subita dalla Bulgaria contro l'esercito di Svjatoslav I di Kiev e all'invasione che ne seguì, la corte bizantina concesse a Boris e Romano di tornare nella capitale bulgara, Preslav, dove Boris divenne imperatore. È possibile che anche Romano sia stato associato al trono come co-imperatore, in accordo con quanto si era soliti fare nell'impero Bizantino, ma le prove al riguardo sono piuttosto incerte. Il nuovo imperatore non fu tuttavia in grado di arrestare l'avanzata di Svjatoslav e suo malgrado dovette accettare di sottometterglisi e di agire per suo conto ribellandosi contro i bizantini. Romano seguì naturalmente le sorti del fratello, diventando anch'egli una pedina nelle mani di Svjatoslav I e, dopo che questo venne sconfitto in Tracia dalla truppe dell'imperatore bizantino Giovanni I Zimisce nel 970 e che i bizantini presero Preslav, venendo fatto prigioniero e condotto a Costantinipoli. Qui, al fine di assicurarsi che la dinastia imperiale bulgara terminasse, poiché Boris II aveva solo figlie, Romano fu castrato.
Nel frattempo, le terre della bassa Mesia e della Tracia divennero parte dell'Impero bizantino ma, nonostante la cerimonia di annessione avesse avuto il chiaro intento di porre fine all'impero bulgaro, Giovanni non fu in grado di mantenere la presa sulle nuove regioni. Queste rimasero infatti sotto il controllo dei loro governatori e in particolare di quattro fratelli a capo di una nobile dinastia nota come Cometopuli, ossia, Davide, Mosè, Aronne e Samuele. Il movimento che essi crearono venne bollato come rivolta da Bisanzio anche se questi sembrarono per lo più voler agire quali reggenti durante la prigionia di Boris. Così, quando, attorno al 977, essi iniziarono a razziare le terre vicine al confine con l'impero, a Costantinopoli, dove dal 976 regnava Basilio II, si ordì un piano per compromettere la loro leadership della rivolta e questo comportava che sia Boris che Romano scappassero dalla prigionia per raggiungere le terre bulgare nella speranza che i rivoltosi si dividessero circa le loro simpatie. I due fratelli partirono arrivando oltre il confine ma, quando scesero, Boris venne scambiato per un nobile bizantino, a causa degli abiti, e colpito con una freccia da una delle sentinelle. Romano, invece, riuscì a convincere gli altri della propria identità e fu, in un qualche modo, accettato come imperatore.
Sebbene Romano fosse riconosciuto come sovrano dai Bulgari, però, la maggior parte delle questioni militari era nelle mani di Samuele, il più giovane dei Cometupoli, mentre egli si era sempre più avvicinato alla chiesa, così come fece suo padre in vecchiaia. Nel 991, durante una delle sue invasioni in territorio bulgaro, Basilio II riuscì a catturare Romano e a condurlo nuovamente in prigionia a Costantinopoli, dove l'imperatore rimase fino alla morte, avvenuta nel 997. Secondo quanto riportato dallo storico Yahyā di Antiochia, solo dopo la morte di Romano, Samuele si fregiò del titolo di imperatore, o zar, dei Bulgari.